# Дэмбэй
Дэмбэ́й (Денбей, яп. 伝兵衛; род. ок. 1670 — ум. после 1714) — один из первых японцев в России, первый японец, о котором известно, что он владел русским языком, и первый преподаватель японского языка в России.

## Предыстория
До Дэмбэя известно только об одном японце в России. Во времена правления Бориса Годунова Россию посетил японец христианского вероисповедания. Это был молодой католик по имени Николай из Манилы, который вместе со своим духовным наставником Николаем Мело из ордена августинцев путешествовал в Рим по маршруту Манила — Индия — Персия — Россия. Но Смутное время оказалось для них трагическим: как чужеземцев-католиков их схватили, и царь Борис Годунов сослал их в Соловецкий монастырь. После шести лет ссылки царь Василий Шуйский опять сослал их в Ростовский Борисоглебский монастырь. В 1611 году японец Николай был казнён в Нижнем Новгороде, согласно католическим источникам, за отказ перейти в православие.
В России его считали, однако, индийцем, а не японцем. В 1971 году проживавший с 1933 года в Японии немец-католик Хуберт Числик опубликовал его жизнеописание, в том числе в годы пребывания в России, назвав его первым японцем, посетившим эту страну.

## Биография Дэмбэя

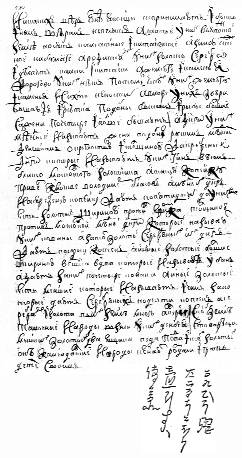
Со слов Дэмбэя его «скаски» были записаны писарями Сибирского приказа в Москве. Дэмбэй собственноручно оставил подпись с указанием адреса в Осаке.

Спустя почти век в Россию попадает Дэмбэй Татэкава, сын Дэнсэя из Осаки. Известно, что на родине у него остались жена и двое детей. Дэмбэй был приказчиком осакского торгового дома с судна, которое в 1695 году в составе торгового каравана следовало вдоль берега из Мияко (тогдашнее название Киото) в Эдо (Токио). Судно было унесено в открытое море и, после долгого дрейфа, потерпело кораблекрушение у берегов Камчатки. Команда попала в плен к ительменам. Вскоре все, кроме Дэмбэя, умерли. Сам же Дэмбэй вместе со своим имуществом — книгами по искусству и двумя золотыми монетами — в 1701 или 1702 году был отбит у ительменов Владимиром Атласовым.
Атласов доставил Дэмбэя в Москву, приняв его за индийца. В Сибирском приказе Дэмбэй дал подробные сведения о Японии и о своих приключениях («Скаска Дэмбэя»). В частности, он сообщил о состоянии торговли и финансов, о гонениях на христиан и иезуитов, о государственном устройстве и военном деле, в том числе вооружении (мушкетах, копьях яри, «саблях», то есть мечах катана), артиллерии и даже замковой фортификации.
Документ был записан с его слов и содержит собственноручную подпись. Этот текст показывает, что к этому времени он уже неплохо умел объясняться по-русски. Дэмбэй только не понял вопросов о связях Японии с Китаем (Китай называется по-японски совсем иначе — «Син» или «Тюгоку»), принял его русское название за название японского города Акита, и сообщил русским, что из его страны в «Китай» имеется сухопутная дорога. Во время беседы в Приказе Дэмбэю показывали иллюстрированные латинские книги о Японии.
8 января 1702 года после аудиенции у Петра I в селе Преображенском Дэмбэй получил наказ стать переводчиком и преподавателем японского языка в Артиллерийском приказе. Дэмбэй лично рассказал царю всё, что знал о Японии и тем самым дал толчок российским усилиям по исследованию Камчатки и Курильских островов и попыткам открыть торговлю с Японией.
С 1707 года Дэмбэй жил при дворце князя и одно время губернатора Сибирской губернии Матвея Гагарина.
Известно, что по настоянию сподвижника Петра I Якова Брюса Дэмбэй крестился и взял имя Гавриил Богданов, что закрыло ему обратную дорогу в Японию, где христианство было запрещено. Основанная им школа переводчиков с японского действовала в Москве до 1739 года, после чего была переведена в Иркутск, где просуществовала до 1816 года.
По другим сведениям, Дэмбэй фактически сам никогда не преподавал, хотя это было ему поручено в приказе Петра I.
Дата смерти Дэмбэя неизвестна. В 1714 году другой японский моряк Санима был назначен помощником Дэмбэя, а в 1719 году состоялась встреча Петра I с Санимой, причём Дэмбэй уже не упоминается. Не исключено, что он умер как раз между 1714 и 1719 годами.
В 1734 году в Санкт-Петербурге вновь появились два японца, попавшие в Россию также при кораблекрушении — 35-летний Содза (в крещении Козьма Шульц) и 11-летний Гондза (в крещении Демьян Поморцев). Они были отданы в обучение русскому и церковнославянскому языкам, а затем им было также предписано преподавать японский язык; выросший в России Гондза составил ряд японских грамматик и словарей. К этому времени Дэмбэя заведомо не было в живых, иначе он был бы привлечён к этой деятельности.

## Память
- В городе Осака в связи с 300-летней годовщиной аудиенции Дэмбэя у Петра I при местном отделении Общества «Япония — страны Евразии»[13] было создано «Общество Дэмбэя» (Дэмбэ-но кай). Дэмбэй жил в Осаке в квартале Танимати. В том же квартале Танимати находится отделение Общества «Япония — страны Евразии»[14].